# Tensión sexual no resuelta
Tensión sexual no resuelta es una película española dirigida por Miguel Ángel Lamata, director de Isi & Disi: alto voltaje, entre otras.

## Sinopsis
Jazz Romero (Norma Ruiz) es una famosa escritora española que ha causado sensación con su nuevo libro Tensión sexual no resuelta. Pero resulta sospechoso el súbito interés de esta por Celeste (Salomé Jiménez) y sus problemas con su prometido, Juanjo (Fele Martínez), que es profesor de Literatura en la universidad. Nico (Adam Jezierski), es un estudiante de Juanjo quien, por medio de chantajes y artimañas, está logrando pasar todas las materias. Juanjo reclutará su ayuda, a cambio de buenas notas, para recuperar a Celeste quien está pillada por Nardo (Miguel Ángel Muñoz), un cantante de metal. Y es que todos estos personajes guardan secretos y se conocen más de lo que aparentan. La historia es narrada por Lucía (Pilar Rubio), supuestamente la exnovia de Juanjo.

## Personajes

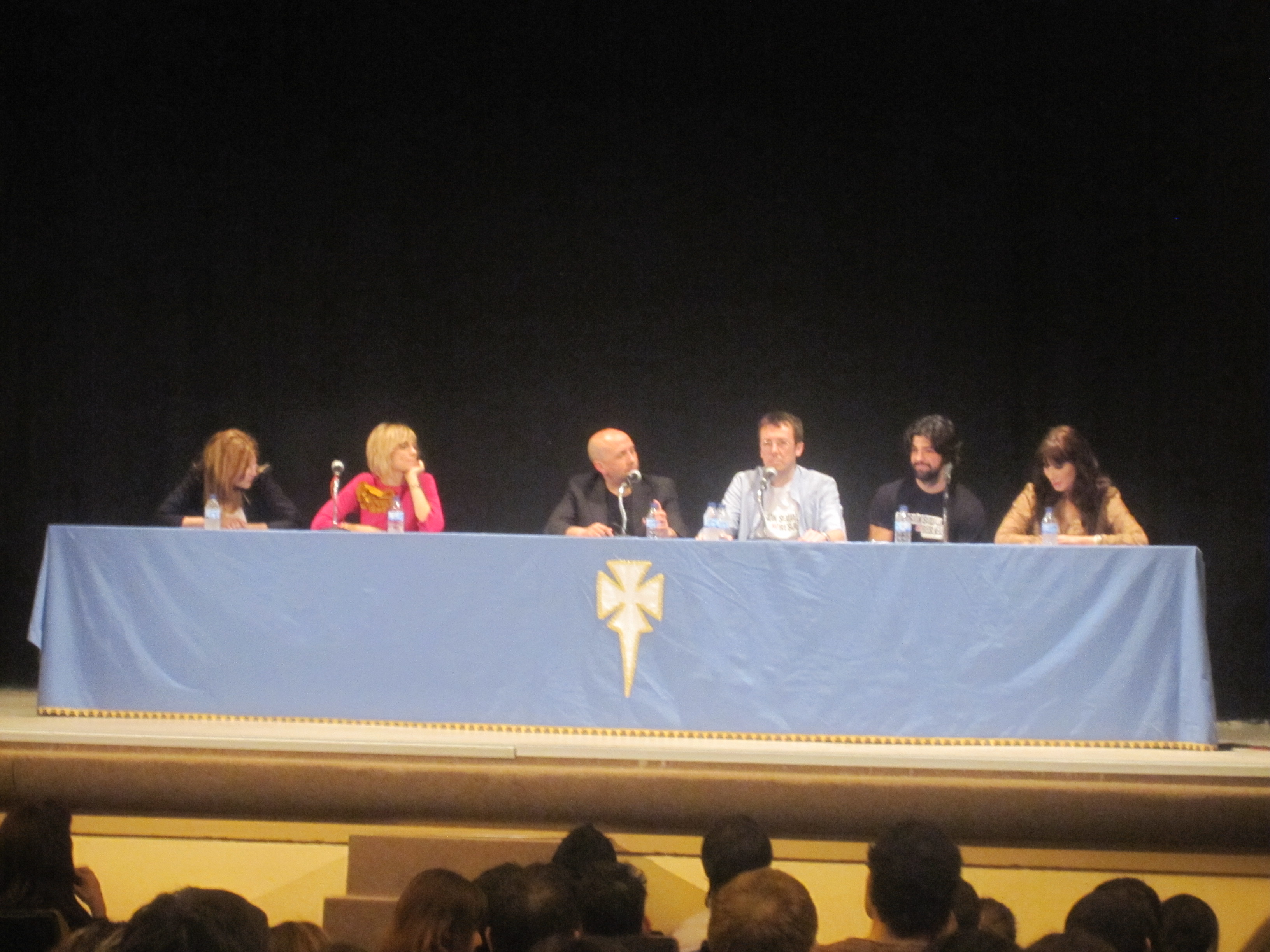
Rueda de prensa de Tensión sexual no resuelta

- Norma Ruiz como Jacinta "Jazz" Romero.
- Pilar Rubio como Lucía.
- Salomé Jiménez como Celeste Blasco.
- Miguel Ángel Muñoz como Nardo.
- Fele Martínez como Juan José "Juanjo".
- Amaia Salamanca como María del Carmen Cervera del Hierro, conocida como Rebeca por tener dos becas.
- Adam Jezierski como Nicolás "Nico" Vidal, un megalómano que aspira dominar el mundo.
- Santiago Segura como Pedro.
- Samuel Miró como Federico "Fede".
- Joaquín Reyes como Eduardo "Edu" Cubero.
- Marianico el Corto como El Retaco.
- Mayte Navales como Begoña.